# Лонг, Одри
О́дри Лонг (англ. Audrey Long; 14 апреля 1922 — 19 сентября 2014) — американская актриса.

## Биография
Родилась 14 апреля 1922 года в Орландо (штат Флорида, США).
За свою 10-летнюю карьеру, длившуюся в 1942—1952 года, Одри снялась в 33-х фильмах и телесериалах.
В 1945—1951 года Одри была замужем за Эдвардом Рубин. Через год после развода с ним, в 1952 году, Лонг вышла замуж во второй раз за писателя и сценариста Лесли Чартериса, за которым была замужем 39 лет до его смерти 15 апреля 1993 года в 85-летнем возрасте.

## Избранная фильмография
| Год  |   | Русское название  | Оригинальное название | Роль             |
| ---- | - | ----------------- | --------------------- | ---------------- |
| 1942 | ф | Янки Дудл Денди   | Yankee Doodle Dandy   |                  |
| 1944 | ф | В седле           | Tall in the Saddle    | Клара Карделл    |
| 1945 | ф | Потерянный уикэнд | The Lost Weekend      | гардеробщица     |
| 1947 | ф | Отчаянный         | Desperate             | Энн Рэндалл      |
| 1947 | ф | Рождённый убивать | Born to Kill          | Джорджия Стейплс |